# Juno Ludovisi
A Juno Ludovisi egy óriási római kori márványfej.  Goethe a görög művészet egyik mesterművét látta benne, de később kiderült, hogy az 1. század közepén készült. A szobor Junót ábrázolja, Antoniáról Claudius császár anyjáról mintázva. Nevét híres tulajdonosáról, Ludovico Ludovisi bíborosról kapta. Ma a Római Nemzeti Múzeumban őrzik.